# Kevşirler, Döşemealtı
Kevşirler là một xã thuộc huyện Döşemealtı, tỉnh Antalya, Thổ Nhĩ Kỳ. Dân số thời điểm năm 2011 là 172 người.